# Cry Me a River
"Cry Me a River" je pjesma Justina Timberlakea s njegovog debitantskog albuma Justified, objavljena 17. prosinca 2002. godine kao drugi singl albuma. U pjesmi gostuje američki producent Timbaland uz pozadinske vokale Scotta Storcha. Pjesma "Cry Me a River" je 2004. godine osvojila nagradu Grammy za "najbolju mušku pop vokalnu izvedbu".

## O pjesmi
Pjesma je vjerojatno prepričavanje prekida veze između Justina Timberlakea i Britney Spears. Između ostalih navode se stihovi njezine nevjere kao na primjer: "You don't have to say, what you did, I already know, I found out from him. Now there's just no chance, for you and me, there'll never be, and don't it make you sad about it." ["Ne trebaš reći što si napravila, već znam, saznao sam od njega. Sada više nema šanse, za tebe i mene, neće je nikad ni biti, i ne moraš biti žalosna radi toga."].
Pola godine poslije Britney Spears objavila je singl "Everytime" s albuma In the Zone, za koji se govorkalo da je pjesma Britneyin odgovor na Justinovu pjesmu riječima: "I may have made it rain, please forgive me, my weakness caused you pain, and this song's my sorry." ["Možda sam dozvala kišu, molim te oprosti mi, moja slabost ti je uzrokovala bol, a ova pjesma ti je moje 'oprosti'."]. No, Britney je demantirala glasine i dodala da nije bilo pjesme na tom albumu kojom bi odgovorila na pjesmu "Cry Me a River".

## Prihvaćenost pjesme
Pjesma je prilično dobro prihvaćena od strane obožavatelja i kritike. "Cry Me a River" je postala Timberlakeov hit kojim se samostalno probio na scenu te ga odvela do njegove prve od mnogobrojnih Grammy nagrada. Pjesma je često smatrana najboljim Timberlakeovim djelom od strane obožavatelja.

## Glazbeni video
Video počinje kada djevojka, koja vjerojatno predstavlja Britney Spears, odlazi iz svoje kuće s nepoznatim muškarcem. Justin Timberlake ih promatra kako zajedno odlaze u Porscheu, zatim ulazi u njezinu kuću razbivši prozor. Nakon nekoliko trenutaka u kuću ulazi Justinova nova djevojka kojoj je on ostavio otvorena vrata. Ona dolazi do sobe u kojoj je Justin s kamerom te se počne skidati i ljubiti ga dok on to snima. Tada Timbaland u Mercedesu počinje pjevati svoje stihove: "The damage is done so I guess I be leaving." ["Šteta je učinjena pa ja odlazim."] aludirajući na Justinov čin osvete. Poslije toga ona odlazi, a Justinova bivša djevojka se vraća kući. On je prati te se zatim sakrije u ormar dok se ona tušira. Poslije dolazi do stakla iza nje, a ona osjeti da je netko u sobi. Kada se okrene vidi da nema nikoga te izađe do sobe u kojoj na televiziji vidi snimljeni video Justina i njegove nove djevojke. Time završava video. Lice Timberlakeove bivše djevojke vidi se samo jednom tijekom videa.
Timberlake je rekao da "video nije o Britney Spears, nego da je o njemu", iako se u službenom remixu pjesme s 50 Centom čak spominje ime Britney.
Glazbeni video za pjesmu pokrenuo je svađu između Timbalanda i Scotta Storcha koji je tvrdio da nije bio kreditiran za produkciju. Prepiranje je nastavljeno u pjesmama "Give It to Me", "Bulit Like That" i "Piano Man", no na kraju sukob okončan.

## Popis pjesama
| Američki singl 1. "Cry Me A River" (Album Version) 2. "Cry Me A River" (Instrumental) 3. "Cry Me A River" (Dirty Vegas Vocal Mix) 4. "Cry Me A River" (Junior's Vasquez Earth Club Mix) Britanski singl (CD1) 1. "Cry Me A River" (Original Version) 2. "Cry Me A River" (Dirty Vegas Vocal Mix) 3. "Cry Me A River" (Bill Hamel Vocal Remix) 4. "Cry Me A River" (Enhanced Video) | Britanski singl (CD2) 1. "Cry Me a River" (Johnny Fiasco Vocal Mix) 2. "Like I Love You" (Basement Jaxx Vocal Mix) 3. "Like I Love You" (Deep Dish Zigzag Mix) SAD Vinyl 1. "Cry Me A River" (Dirty Vegas Vocal Mix) 2. "Cry Me A River" (Dirty Vegas Dub) 3. "Cry Me A River" (Johnny Fiasco's Electric Karma Mix) 4. "Cry Me A River" (Bill Hamel Justinough Vocal Mix) |

## Službene verzije
- "Cry Me A River" (Album Version) – 4:47
- "Cry Me A River" (Official Remix) feat. 50 Cent – 4:52

## Top liste
| Top liste (2002.)                   | Najviša pozicija |
| ----------------------------------- | ---------------- |
| Australija                          | 2                |
| Austrija                            | 29               |
| Danska                              | 11               |
| Francuska                           | 6                |
| Irska                               | 6                |
| Italija                             | 14               |
| Kanada                              | 22               |
| Nizozemska                          | 6                |
| Njemačka                            | 13               |
| Norveška                            | 10               |
| Novi Zeland                         | 11               |
| Švedska                             | 10               |
| Švicarska                           | 20               |
| Ujedinjeno Kraljevstvo              | 2                |
| SAD Billboard Hot 100               | 3                |
| SAD Billboard Hot R&B/Hip-Hop Songs | 11               |